# Helena Peabody
Pour les articles homonymes, voir Peabody.
Helena Peabody est un personnage fictif créé par Ilene Chaiken pour la série télévisée The L Word. Elle est interprétée par l'actrice Rachel Shelley. Elle apparaît au cours de la deuxième saison et restera un des personnages principaux jusqu’à la fin de la sixième saison.

## Biographie
Helena Peabody est la fille unique de la richissime Peggy Peabody issu de sa relation avec un britannique. Supportée par la richesse de sa mère, au début de la deuxième saison, Helena ne manque pas d’argent… ni de caractère! Elle apparaît comme un personnage strict et manipulateur qui aime tout contrôler. Helena est également la mère de deux enfants dont elle partage la garde avec une ancienne copine.
Femme d’affaires, c’est elle qui s’occupe d’attribuer les donations de la part de la fondation de sa mère lorsque cette dernière se retire. Elle deviendra également directrice du CAC et devient du même coup la supérieure de Bette qu'elle finit par renvoyer.
Durant la deuxième saison de la série, le personnage de Helena s’adoucit passablement. Pourtant, elle retourne à son caractère habituel lors de la troisième saison alors qu’elle est propriétaire d’un studio de films. Après une poursuite pour harcèlement sexuel, sa mère la coupe complètement financièrement.
Au cours de la quatrième saison, Helena remédie à son problème financier en se laissant vivre par sa nouvelle amante en plus de se lancer dans les jeux d’argent, en partenariat avec cette dernière.

## Divers jobs
Durant la deuxième saison, Helena est l’héritière de la riche femme d’affaires Peggy Peabody qui lui remet sa compagnie.
Lors de la troisième saison, Helena devient directrice du musée où travaille Bette, puis se procure un studio de cinéma duquel elle sera plus tard renvoyée par Tina, sur les ordres d’Aaron, son nouveau patron.
Durant la quatrième saison, après avoir écopé de son congédiement, Helena se cherche désespérément du boulot et Shane vient à son aide en lui procurant un boulot de secrétaire à son studio WAX. Cependant, Helena n’est pas très douée et doit rapidement admettre qu’elle n’est pas faite pour ce métier.
Helena essaie alors d’offrir ses services de traiteur à Phyllis lors d’une soirée organisée par cette dernière. Encore une fois, plusieurs problèmes surviennent et Helena doit s’endetter en commandant du caviar.
Par la suite, après que Papi lui eut enseigné à jouer au poker avec Alice, Helena s’endette, mais fait la rencontre de Catherine qui lui propose de la payer pour qu’elle joue pour elle. Les deux séparent les gains, mais lorsque Helena en a marre du caractère de Catherine, elle finit par prendre la fuite.
Helena se retrouve en prison au début de la cinquième saison, après qu’elle a volé une importante somme d’argent à Catherine.

## Relations amoureuses
Lorsque le personnage de Helena fait son apparition, on apprend qu’elle a deux enfants, (un garçon et une fille), d’une relation antérieure avec Winnie Mann. Elle est donc célibataire.
Lors de la deuxième saison, Helena est à la conquête de Tina, qu’elle attire jusque sous ses draps après que cette dernière a rompu avec Bette. Leur relation se termine lorsque Tina retourne avec Bette. Après cette rupture, Helena se rapproche d’Alice.
Au cours de la troisième saison, Helena tombe amoureuse de l’une de ses clientes, Dylan Moreland. Toutefois, cette dernière est en réalité plus attirée par l’argent d’Helena et met en place un plan avec son associé, Danny, qui finit en plainte de harcèlement sexuel contre Helena. C’est de cette manière que leur relation se termine, laissant une Helena désespérée et déchue. Helena organisera aussi le mariage de Shane et Carmen, où Shane ne viendra jamais à l'autel. C’est également à ce moment que sa mère la coupe financièrement car Helena est trop gentille et utilise l'argent à tout-va.
Pauvre, sans ressource, Helena fait la rencontre de Catherine Rothburg, une joueuse compulsive qui remarquera rapidement les talents de joueuse de Poker de Helena. Les deux deviennent rapidement amantes et Rothburg fait vivre Helena en plus de la payer pour qu’elle joue au poker et ensuite diviser les gains en deux. Helena en aura vite assez des manigances de Catherine et finit par essayer de fuir avec une partie de l’argent qu’elle a elle-même gagnée. Après que sa mère l'ai libérée de prison, Helena s'enfuit en compagnie de "Dusty", son ancienne compagne de prison condamnée pour fraude fiscale avec qui elle a une relation amoureuse. Elle revient au dernier épisode de la saison 5 pour aller voir sa mère à l’hôpital. Dans la saison 6, elle retrouve Dylan qui lui dit qu'elle a changé, a laissé tomber Danny, et la supplie de lui pardonner pour tout le mal qu'elle lui a fait. Mais Helena n'en croit pas un mot et s'en va même après que Dylan lui ai dit qu'elle l'aimait. Helena obtient la confirmation que Dylan est sincèrement amoureuse d'elle, grâce à ses amies qui demande à Nikki (la petite amie de Jenny Schecter) de séduire Dylan et que cette dernière répond qu'elle aime une autre femme. Après ça, elles redeviennent amantes, se remettent ensemble et le restent jusqu'à la fin de la série.

## Apparition du personnage par épisode
| Helena Peabody | Helena Peabody | Helena Peabody | Helena Peabody | Helena Peabody | Helena Peabody | Helena Peabody | Helena Peabody | Helena Peabody | Helena Peabody | Helena Peabody | Helena Peabody | Helena Peabody |
| Saison 1       | Saison 1       | Saison 1       | Saison 1       | Saison 1       | Saison 1       | Saison 1       | Saison 1       | Saison 1       | Saison 1       | Saison 1       | Saison 1       | Saison 1       |
| -------------- | -------------- | -------------- | -------------- | -------------- | -------------- | -------------- | -------------- | -------------- | -------------- | -------------- | -------------- | -------------- |
| 01             | 02             | 03             | 04             | 05             | 06             | 07             | 08             | 09             | 10             | 11             | 12             | 13             |
| -              | -              | -              | -              | -              | -              | -              | -              | -              | -              | -              | -              | -              |
| Saison 2       |                |                |                |                |                |                |                |                |                |                |                |                |
| 01             | 02             | 03             | 04             | 05             | 06             | 07             | 08             | 09             | 10             | 11             | 12             | 13             |
| -              | -              | -              | -              | -              | Oui            | Oui            | Oui            | Oui            | Oui            | Oui            | Oui            | Oui            |
| Saison 3       |                |                |                |                |                |                |                |                |                |                |                |                |
| 01             | 02             | 03             | 04             | 05             | 06             | 07             | 08             | 09             | 10             | 11             | 12             |                |
| Oui            | Oui            | Oui            | Oui            | Oui            | Oui            | Oui            | Oui            | Oui            | Oui            | Oui            | Oui            |                |
| Saison 4       |                |                |                |                |                |                |                |                |                |                |                |                |
| 01             | 02             | 03             | 04             | 05             | 06             | 07             | 08             | 09             | 10             | 11             | 12             |                |
| Oui            | Oui            | Oui            | Oui            | Oui            | Oui            | Oui            | Oui            | Oui            | Oui            | Oui            | Oui            |                |
| Saison 5       |                |                |                |                |                |                |                |                |                |                |                |                |
| 01             | 02             | 03             | 04             | 05             | 06             | 07             | 08             | 09             | 10             | 11             | 12             |                |
| Oui            | Oui            | Oui            | -              | -              | -              | -              | -              | -              | -              | -              | Oui            |                |
| Saison 6       |                |                |                |                |                |                |                |                |                |                |                |                |
| 01             | 02             | 03             | 04             | 05             | 06             | 07             | 08             |                |                |                |                |                |
| Oui            | Oui            | Oui            | Oui            | Oui            | Oui            | Oui            | Oui            |                |                |                |                |                |